# 14 fructidor
14 thermidor 14 jour complémentaire
Le quartidi 14 fructidor, officiellement dénommé jour de la noix, est le 344e jour de l'année du calendrier républicain.
C'était généralement le 31e jour du mois d'août dans le calendrier grégorien.